# Cintura (automóvil)

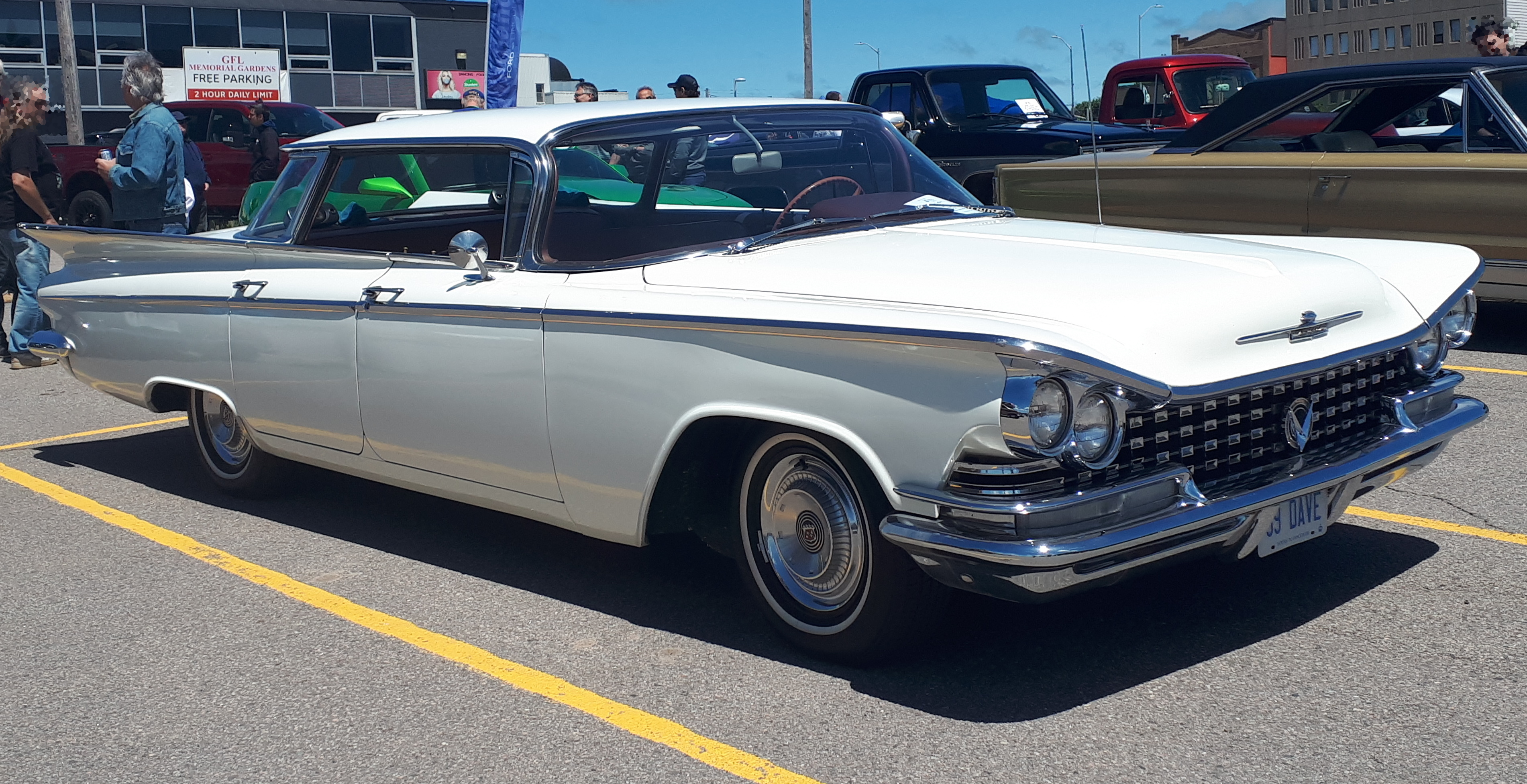
Buick LeSabre de 1959, con su característica arista horizontal subrayando la línea de cintura

La línea de cintura es el contorno integrado por el borde inferior de las lunas de un automóvil que conforman su habitáculo (el parabrisas, las ventanas laterales y la ventana trasera). También representa la parte inferior del techo de un vehículo.
Este perfil se puede definir en cualquier automóvil, independientemente del tipo de vehículo del que se trate. Así, en los coches sin techo, la línea de cintura queda marcada por el perfil de apoyo del parabrisas continuado sobre la carrocería hasta perimetrar el habitáculo, mientras que en los coches con techo, como ya se ha señalado, queda delimitado por la parte inferior de los vidrios que cierran el techo. 